# Zoe Lee

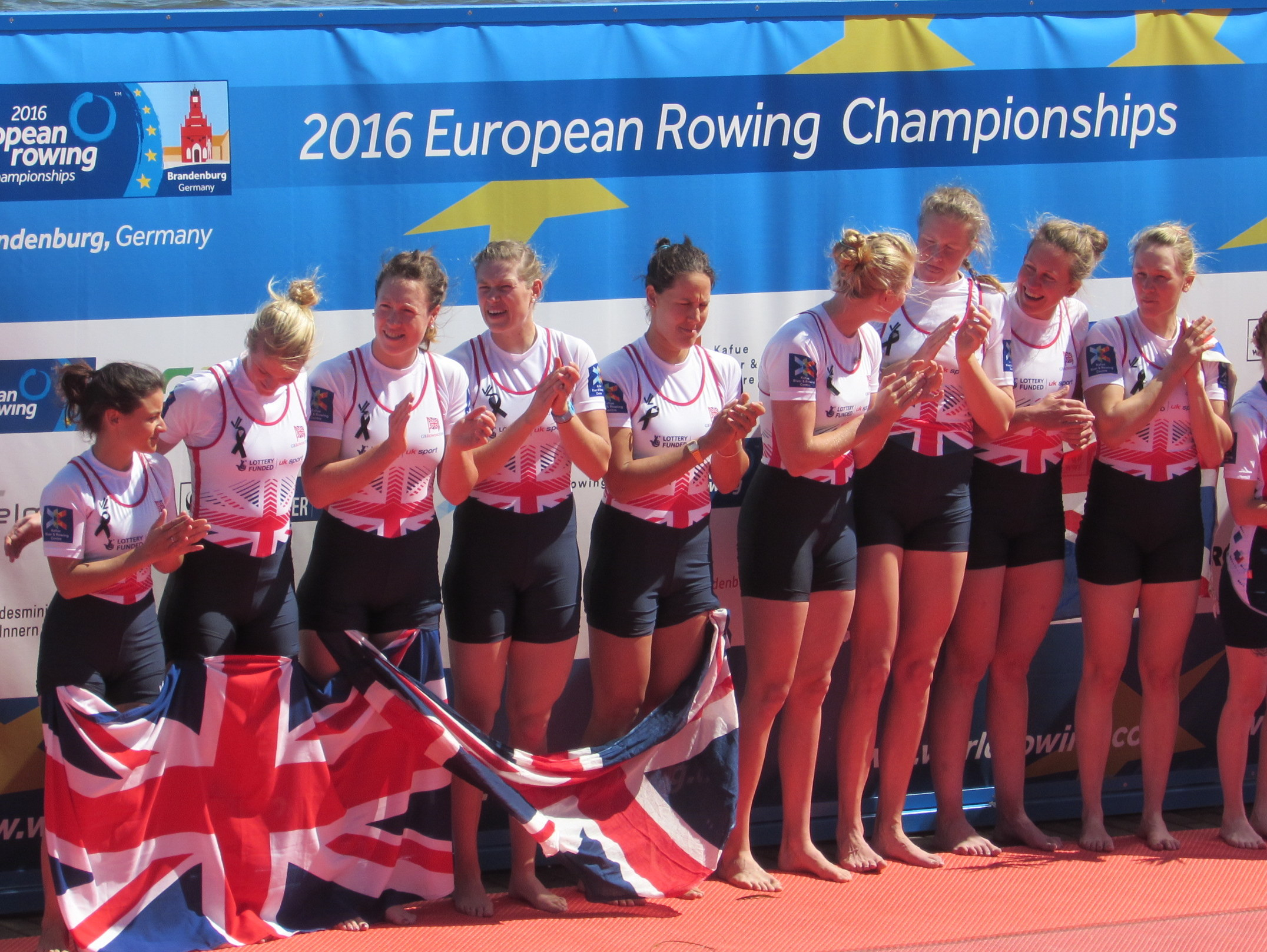
Zoe Lee (Zweite von links) als Europameisterin mit dem Achter 2016

Zoe Lee (* 15. Dezember 1985 in Richmond, North Yorkshire) ist eine britische Ruderin.

## Sportliche Karriere
Zoe Lee begann während ihres Studiums an der University of Oxford mit dem Rudersport. 2008 gewann sie als Schlagfrau mit den Achter von Oxford das Frauenrennen im Rahmen des Boat Race. Nach ihrem Abschluss in Geographie wechselte sie 2009 nach London ans King’s College. 2010 siegte sie bei den Studentenweltmeisterschaften im Vierer ohne Steuerfrau. 2011 trat sie erstmals international für das Vereinigte Königreich an und belegte mit dem Achter den vierten Platz bei den Europameisterschaften 2011. 2012 gewann sie EM-Bronze mit dem Achter, in dem aber keine Ruderin saß, die im Finale der Olympischen Spiele gerudert hatte.
2013 ruderte Zoe Lee im Weltcup im Doppelvierer und im Achter, bei den Weltmeisterschaften 2013 belegte sie mit dem Achter den vierten Platz. 2014 gewann der Achter zum Saisonauftakt die Silbermedaille bei den Europameisterschaften hinter den Rumäninnen. Nach zwei dritten Plätzen im Weltcup beschloss der Achter die Saison 2014 mit einem sechsten Platz bei den Weltmeisterschaften. 2015 erreichte das Boot den fünften Platz bei den Europameisterschaften, erreichte im Weltcup erneut zwei dritte Plätze und qualifizierte sich mit einem vierten Platz bei den Weltmeisterschaften 2015 für die Olympischen Spiele 2016. Im März 2016 schloss Zoe Lee ihr Studium am King’s College mit dem Ph.D. ab. Zwei Monate später startete der britische Achter in die Olympiasaison und gewann den Titel bei den Europameisterschaften in Brandenburg an der Havel. Bei den Olympischen Spielen 2016 setzte der US-Achter seine Siegesserie bei Weltmeisterschaften und Olympischen Regatten fort, dahinter erhielten die britischen Europameisterinnen die Silbermedaille vor Rumänien.
Nach einem Jahr Pause ruderte Zoe Lee 2018 im britischen Doppelvierer. Zusammen mit Alice Baatz, Mathilda Hodgkins-Byrne und Melissa Wilson belegte sie den vierten Platz bei den Europameisterschaften 2018. Mit Jess Leyden für Alice Baatz erreichten die Britinnen den fünften Platz bei den Weltmeisterschaften 2018. 2019 ruderte Zoe Lee bei den Europameisterschaften in Luzern wieder im britischen Achter und gewann die Silbermedaille hinter den Rumäninnen.